# Trybunał inkwizycji w Barcelonie
Trybunał inkwizycji w Barcelonie – trybunał inkwizycji hiszpańskiej z siedzibą w Barcelonie, działający w latach 1487–1820 (z przerwami 1640–1652, 1808–1814).

## Historia

### Średniowieczna inkwizycja papieska
Region Katalonii objęty był jurysdykcją papieskich inkwizytorów z zakonu dominikanów już od 1238 i wchodził w skład prowincji inkwizytorskiej Aragonii, która obejmowała królestwa Aragonii, Nawarry i Walencji oraz księstwo Katalonii. Osobny dystrykt inkwizytorski dla diecezji Barcelony utworzony został w 1448. Pierwszym inkwizytorem Barcelony został dominikanin Jaime de San Juan, a jego następcą w 1459 został Juan Conde, który mimo dwukrotnych prób odwołania (w 1461 i 1478) sprawował ten urząd aż do 1487. W świetle zachowanych źródeł traktował on swój urząd raczej jako honorowe wyróżnienie i nie prowadził aktywnej działalności inkwizytorskiej. Jednak w 1461 papież Pius II zagwarantował miastu posiadanie własnego trybunału inkwizycyjnego, obsadzanego przez inkwizytora będącego jego obywatelem.

### Nowa inkwizycja hiszpańska
W 1480 w Kastylii król Ferdynand i królowa Izabela, na podstawie upoważnienia papieża Sykstusa IV utworzyli nowy, podporządkowany im trybunał inkwizycyjny w celu badania prawowierności hiszpańskich konwertytów z judaizmu, których podejrzewano o potajemne praktykowanie swej dawnej wiary. Pierwsze trybunały utworzono w Sewilli i Kordobie, jednak stopniowo działalność inkwizycji rozszerzano także na inne regiony Hiszpanii. W 1483 inkwizytor generalny Kastylii Tomas de Torquemada został mianowany inkwizytorem generalnym także krajów korony aragońskiej. Rok później król Ferdynand zażądał ustanowienia trybunałów nowej inkwizycji w Katalonii, Aragonii i Walencji i w tym celu zwołał kortezy do Tarazony. Barcelona, powołując się na przywilej papieża Piusa II z 1461, nie przysłała nawet swojego delegata na kortezy. W tej sytuacji król oraz Torquemada podjęli działania w Kurii Rzymskiej, by przywilej ten został anulowany. Papież Innocenty VIII uległ tym żądaniom i w lutym 1487 odwołał wszystkich papieskich inkwizytorów w krajach korony aragońskiej i ponownie mianował Torquemadę generalnym inkwizytorem tych ziem z prawem mianowania subdelegatów. Bulla nominacyjna wprost wskazywała na uprawnienia Torquemady do dokonania nominacji inkwizytorskich dla Barcelony. W lipcu 1487 nominat Torquemady Juan de Epila objął swoją funkcję. Do tego czasu większość judeokonwertytów zdążyła wyjechać z miasta, toteż w ciągu pierwszych 20 lat działania nowego trybunału najczęściej ogłaszanymi wyrokami były zaoczne potępienia. Do roku 1510 liczba konwertyckich rodzin w Katalonii spadła z ok. 600 do 57, z czego większość była zubożała na skutek licznych procesów i konfiskat. Jeden z ostatnich większych procesów judeokonwertytów odbył się w 1523/24, ale dotyczył mieszkańców Perpignan, a nie samej Barcelony.
Wobec zaniku społeczności katalońskich marranów, trybunał barceloński zwrócił się w kierunku pilnowania prawowierności rdzennych Katalończyków. W 1524 trybunał w Barcelonie, wraz z trybunałami z Saragossy i Walencji, uzyskał przywilej sądzenia za sodomię (przez co rozumiano wówczas homoseksualizm i zoofilię). Do roku 1640 barceloński trybunał skazał na stos 5 “sodomitów”, a 53 skazał na galery. W 1549 inkwizytorzy Barcelony kierowali jednym z nielicznych w Hiszpanii polowań na czarownice. W jego wyniku 6 kobiet spalono na stosie. Wyroki te spotkały się jednak z dezaprobatą Rady Najwyższej i Generalnej Inkwizycji (Supremy), która zdymisjonowała inkwizytora Sarmiento.
Inkwizycja pozostawała w Katalonii instytucją bardzo niepopularną. Miejscowi postrzegali ją jako instytucję obcą, narzuconą przez Kastylijczyków wbrew lokalnym przywilejom, tym bardziej, że na inkwizytorów bardzo rzadko mianowano ludzi miejscowych. Inkwizytorzy w korespondencji z Supremą często skarżyli się na nieokazywanie im respektu przez przedstawicieli miejscowych władz i niechęć ludności do współpracy z trybunałem. W rezultacie inkwizytorzy rzadko organizowali ceremonie autos-da-fe z obawy przed publicznymi upokorzeniami ze strony innych władz. W latach 1560–1640 odbyło się ich tylko 16, z czego aż 14 do roku 1578. Chcąc zwiększyć swoją popularność wśród Katalończyków, inkwizytorzy chętnie wszczynali postępowania wobec ludzi z marginesu społecznego oraz wobec imigrantów z Francji. Francuzi stanowili znaczny odsetek wśród oskarżonych o protestantyzm i o “sodomię”.

### Trybunał inkwizycji rzymskiej (1643-1652)
W 1640 w Katalonii wybuchła wspomagana przez Francję rewolta przeciwko rządom dynastii habsburskiej. Na kilkanaście lat Katalonia uzyskała faktyczną niezależność pod protektoratem Francji. Trybunał inkwizycyjny, postrzegany jako instytucja kastylijska, został zniesiony, ale jednocześnie zwrócono się do papieża Urbana VIII o zgodę na utworzenie trybunału rzymskiej inkwizycji. Zgody tej papież udzielił we wrześniu 1643. Papiescy inkwizytorzy przeprowadzili dwie publiczne ceremonie autos-da-fe (w 1644 i 1647), w których skazano łącznie 18 osób, w tym dwie osoby skazano zaocznie,  a jednego mężczyznę spalono za “sodomię”.

### Schyłek
Hiszpania odzyskała kontrolę nad Katalonią w 1652 i przywróciła trybunał inkwizycyjny kontrolowany przez Supremę. Inkwizycja w Barcelonie kontynuowała działalność do początku XIX wieku, ale utrzymywała ją na dość niskim poziomie. Odnotowano w tym czasie tylko dwie egzekucje (w 1726 i 1753). W przeciwieństwie do Kastylii, Katalonia nie była prawie w ogóle dotknięta imigracją portugalskich tzw. nowych chrześcijan, podejrzewanych o potajemne wyznawanie judaizmu.
W latach 1705–1714, w okresie wojny o sukcesję hiszpańską, trybunał barceloński popierał arcyksięcia Karola Habsburga jako pretendenta do tronu hiszpańskiego. Lojalna wobec króla Filipa V Suprema przejściowo przeniosła siedzibę trybunału do Tortosy, gdzie mianowała inkwizytorów popierających prawowitego króla.
Trybunał w Barcelonie został zniesiony po raz pierwszy w 1808 przez okupacyjne władze napoleońskie. Przywrócono go w 1814, ale w 1820 zniesiono go definitywnie.

## Archiwum i statystyki wyroków
Archiwum trybunału inkwizycji w Barcelonie zostało w zasadzie całkowicie zniszczone podczas rewolucji w 1820. Akta kilkudziesięciu procesów (głównie z XVII wieku) jednak ocalały z pogromu i zostały częściowo opublikowane w 1828 w Bostonie przez amerykańskiego uczonego Samuela Goodricha. Obecnie dokumentacja ta zdeponowana jest w Bibliotece Uniwersytetu Pensylwanii. Poza tym jednak, zasadniczym źródłem wiedzy o działalności inkwizycji w Barcelonie jest dokumentacja zawarta w archiwum Supremy, w tym zwłaszcza sprawozdania przesyłane Supremie przez lokalnych inkwizytorów. Zachowane z lat 1540-1700 relaciones de causas trybunału barcelońskiego informują o 3047 wyrokach (w tym 37 wykonanych wyroków śmierci oraz 27 egzekucji in effigie). Z okresu 1701-1746 zachowały się relacje z czterech ceremonii auto-da-fe, w wyniku których jedną osobę spalono, jedną potępiono in effigie, a piętnaście skazano inne kary. 
Unikalnym źródłem do historii katalońskiego trybunału jest kronika Pere Carbonella, która dokumentuje ceremonie autos-da-fe w latach 1487-1507.
Hiszpański historyk Juan Blazquez Miguel w oparciu o wszelkie dostępne mu dane skatalogował 5907 procesów wszczętych przez trybunał w Barcelonie między 1487 a 1820. Do egzekucji doszło w 79 przypadkach, a w aż 712 wyrok śmierci ogłoszono zaocznie lub pośmiertnie i wykonano jedynie in effigie. Ostatnia egzekucja odbyła się w 1753. Aż 713 procesów zakończyło się uwolnieniem od zarzutów (absolucją).